# Jacques Huber
Pour les articles homonymes, voir Huber.
Jacques (ou Jakob) Huber, né le 13 octobre 1867 à Schleitheim et mort le 18 février 1914 à Belém (Pará, Brésil), est un botaniste suisse.

## Biographie
Il étudie les Sciences naturelles à l'Université de Bâle, où il obtient un doctorat en 1892. Il se perfectionne à Montpellier avec Charles Flahault, puis part au Brésil en 1894 à l'invitation d'Emílio Augusto Goeldi. Après avoir exploré l'Amazonie, il travaille au Musée d'histoire naturelle et d'ethnographie de Belém avec Goeldi lui-même et d'autres scientifiques, comme le botaniste et ethnologue Adolpho Ducke. Il est directeur du Musée de 1907 jusqu'à sa mort,,.
Il s'intéresse à la botanique locale, mais aussi aux possibilités d'exploiter économiquement les espèces végétales amazoniennes. Spécialiste du caoutchouc, il participe à diverses expositions nationales et internationales consacrées à cette plante, notamment à Turin en 1911, et voyage jusqu'à Ceylan et la Malaisie pour visiter leurs plantations d'hévéa,.